# Callistemon viminalis
Espèce
Classification phylogénétique
Callistemon viminalis, également connu sous le nom de Callistemon pleureur, est une espèce de plantes à fleurs de la famille des Myrtaceae. C'est un arbuste ou un petit arbre originaire des États de la Nouvelle-Galles du Sud et du Queensland en Australie, où il pousse souvent le long des cours d'eau.

## Description
C'est un arbuste ou un petit arbre qui peut atteindre 8 mètres de hauteur. Il a des branches pendantes avec des feuilles de 3 à 7 cm de long et de 3 à 7 mm de large. Les fleurs, d'un rouge vif, font 4 à 10 cm de longueur et environ 3 à 6 cm de diamètre et apparaissent entre le printemps et l'été.

## Culture
Il ne faut pas trop l'arroser.

## Galerie

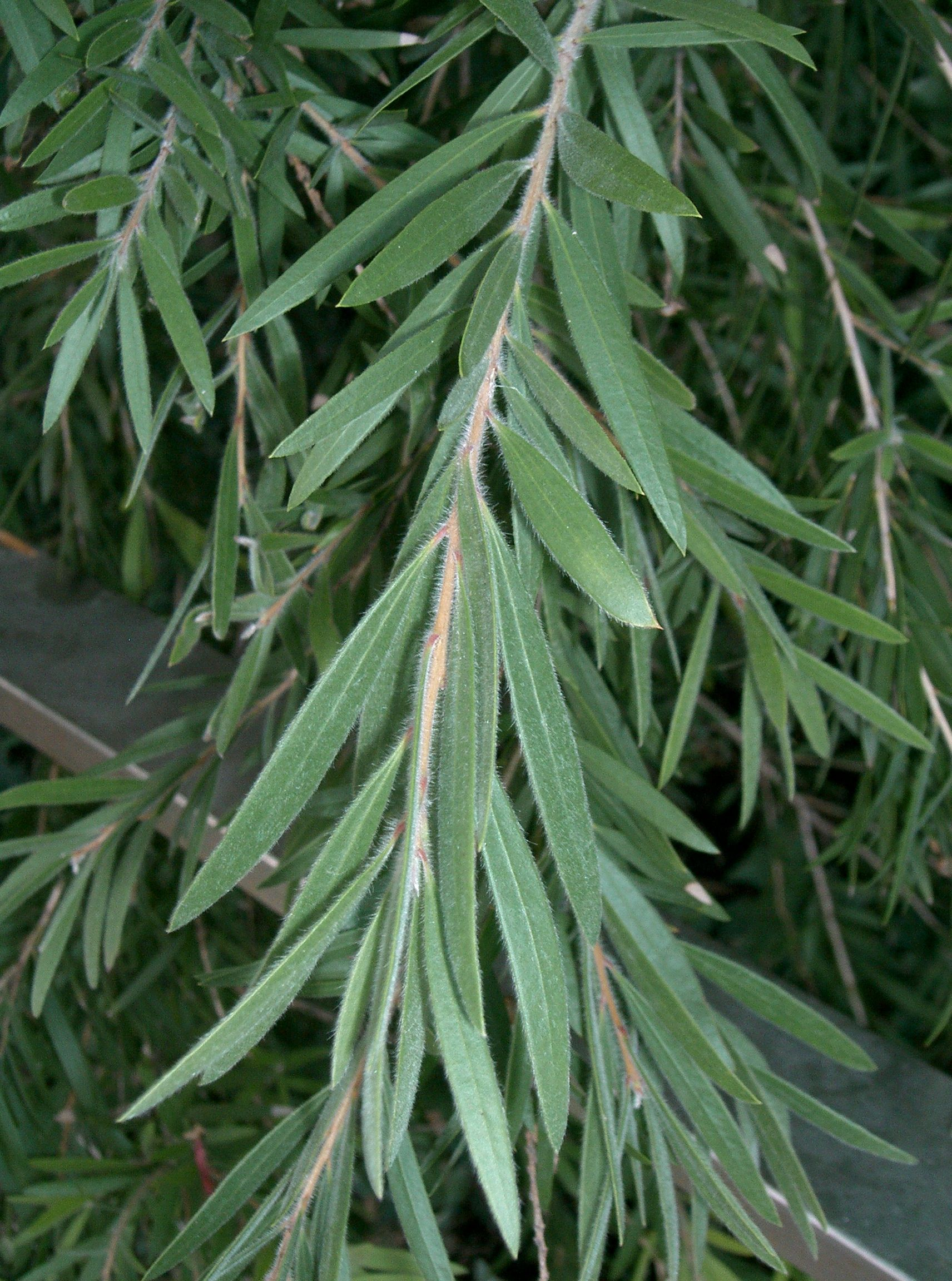
Feuilles.
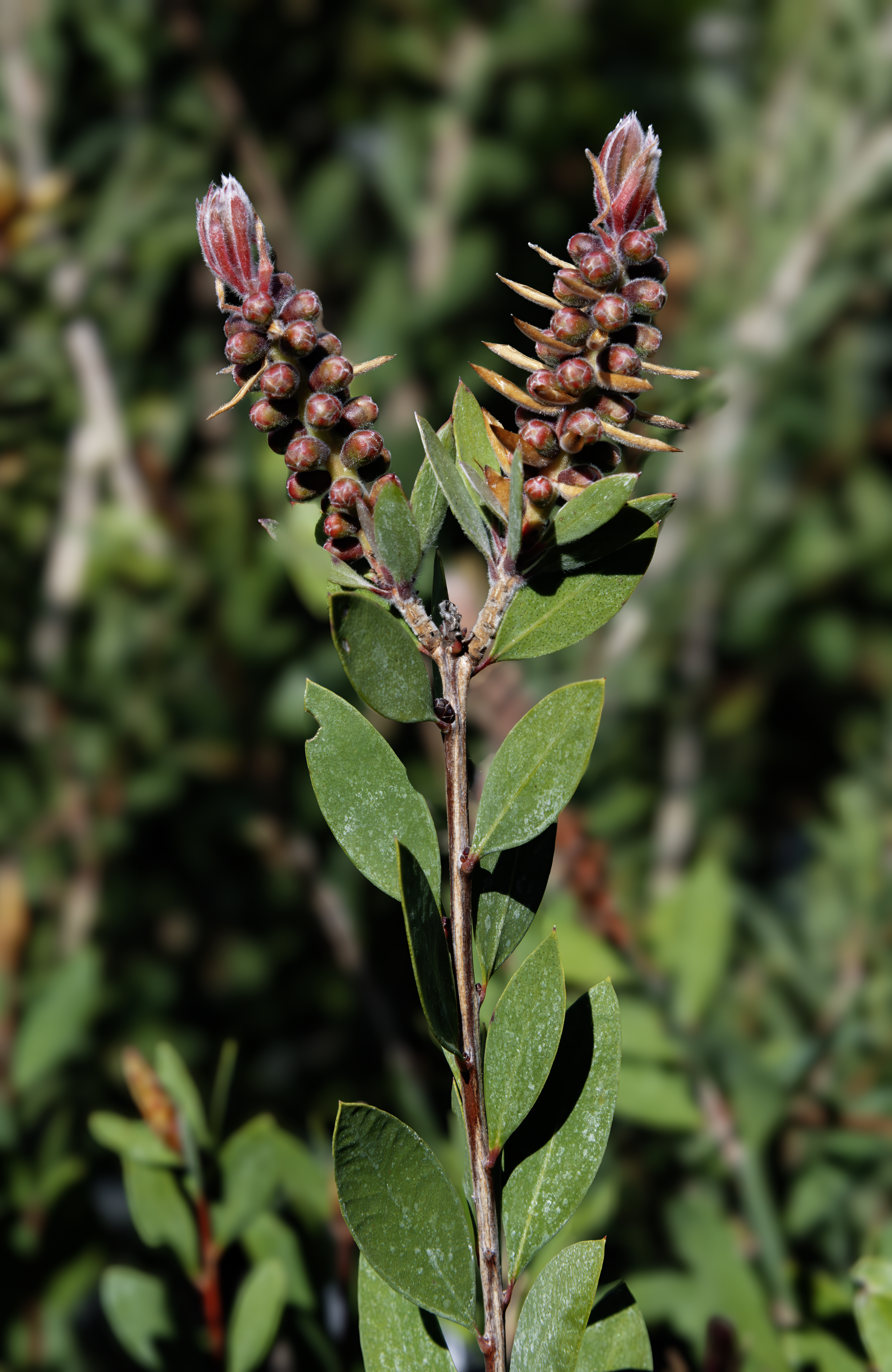
Inflorescence immature.
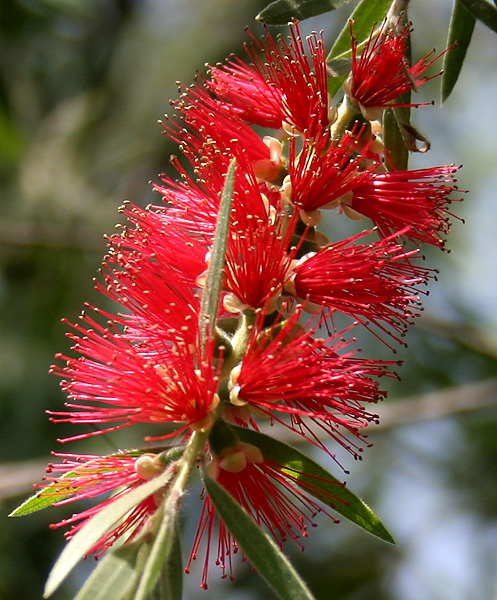
Fleurs.
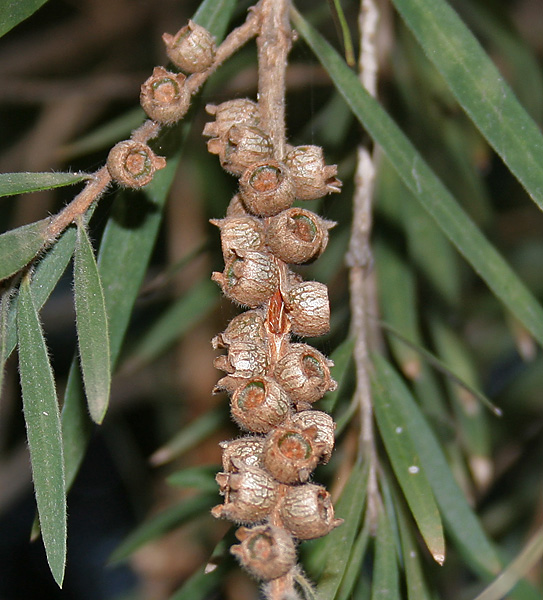
Fruits.